# Поток при Коменди
Поток при Коменди (словен. Potok pri Komendi) је насељено место у општини Коменда, Средњесловенска регија, Словенија.

## Историја
До територијалне реорганизације у Словенији био је у саставу старе општине Камник.

## Становништво
У попису становништва из 2011. године, Поток при Коменди је имао 44 становника.
| Број становника према пописима | Број становника према пописима | Број становника према пописима |
| ------------------------------ | ------------------------------ | ------------------------------ |
| 1991                           | 2002                           | 2011                           |
| 37                             | 44                             | 44                             |

Напомена: До 1955. исказивано под именом Поток.